# Agrupación Fotográfica y Cinematográfica de Navarra
La Agrupación Fotográfica y Cinematográfica de Navarra (AFCN) es una asociación sin ánimo de lucro que agrupa a fotógrafos aficionados de Navarra fundada en agosto de 1955 influenciada por la Sociedad Fotográfica de Guipúzcoa fundada en San Sebastián en 1948. En su sede en Pamplona mantiene una galería de arte llamada Contraluz donde realiza exposiciones fotográficas y otra denominada Área Óperaprima especialmente «destinado a jóvenes promesas». También edita desde los inicios un boletín mensual que actualmente se conoce como la revista Contraluz.

## Historia

### Precedentes
Desde la llegada a Pamplona, en septiembre de 1843, del daguerrotipista francés, Monsieur Constant, asentado en la calle Pozoblanco, en las mismas fechas que Pedro Alliet se había asentado en la calle Comedias ha sido constante la evolución de la tradición fotográfica en Navarra. Anselmo María Coyné Barreras funda el primer estudio fotográfico en torno a 1867. Entre los fotógrafos más asiduos, que dejaron una amplia obra, estarían Julio Altadill Torrontegui, Aquilino García Deán en Pamplona, pero también en otros puntos de Navarra como Nicolás Salinas Pobes, en Tudela, Félix Mena y sus hijos, Javier y Vitorio, en Elizondo, José Landarech Peloa y Enrique Pueyo en Sangüesa o Marcelino García en Corella. A todos ellos se les irán sumando otros notables artistas como el fiterano Benito Rupérez Herrero, aprendiz de Emilio Pliego, Javier Gómez Cerdán, el guipuzcoano José Roldán Bidaburu, que fue socio de Félix Mena, Miguel Goicoechea de Jorge, excelente retratista y maestro «como lo acredita la correspondencia mantenida con figuras de la talla de José Ortiz Echagüe, Pla Janini, Conde de la Ventosa, etc.» o el vallisoletano asentado en Pamplona, José Galle Gallego, durante unos años asociado con Rafael Bozano y cuyo trabajo tuvo continuación con su hijo Fernando Galle Zumealde.
Antes de 1955 había una inquietud asociativa entre los fotógrafos no profesionales con motivo de la celebración de sucesivas ediciones de un Concurso Internacional de Fotografías en los años 1949 y 1950. Estos actos lograron una buena repercusión en la prensa y por aquellas fechas declaraba Pedro María Irurzun (uno de los fundadores) que se hizo notar «la influencia que tuvo, de cara a lograr una agrupación, la Sociedad Fotográfica de Guipúzcoa, con sede en San Sebastián.» Dentro de la serie de reuniones previas con el objetivo de crear la agrupación destacaron el “dinamismo de Manuel María Castells, quien, en menos de dos meses, logró preparar los estatutos y legalizarlos”.

### Fundación y sedes
Finalmente en agosto de 1955 un grupo de fotógrafos aficionados que comparten inquietudes similares fundan la Agrupación Cinematográfica y Fotográfica de Navarra (AFCN). Según se recoge en sus estatutos de la organización explica en su art. 3 que “la AFCN tiene por finalidad primordial el utilizar todas las posibilidades a su alcance para fomentar el arte fotográfico y cinematográfico en sus aspectos artístico, científico, cultural y educativo.”
Aprobados los estatutos, la AFCN comenzó con una asamblea en los locales del Casino Eslava en la que se planteó comenzar gestiones con el fin de conseguir un local propio y enviar a los asociados una copia de los mencionados estatutos.
Entre los socios fundadores estaban Julio Medrano Ciracos, primer presidente, Baltasar Soteras Elía, Manuel María Castells, F. Sanz, E. Olaz, Javier Cejuela, José Joaquín Arazuri, F. Matossi, Félix El Busto, B. del Cerro y J. Ibarrola.
A partir de 1956, AFCN dispuso de un local en alquiler situado en la calle Zapatería, número 29. Años más tarde, en 1974, se situará en el número 42 de la misma calle. La existencia de un local supuso la apertura de una nueva vía para los asociados, en especial por la existencia de unos laboratorios.
Desde el 1 de junio de 2001 la sede está ubicada en el pamplonés Barrio de la Milagrosa donde las instalaciones (laboratorio, biblioteca, sala de exposiciones, etc.) les permite el desarrollo de las actividades (exposiciones, cursos, presentaciones, entre otras cosas).

### Salón Internacional San Fermín
Pronto se organizó la Primera Exposición de Fotografía Artística en los locales de las Escuelas de San Francisco, cedidas por el Ayuntamiento de la ciudad. Se inauguró el 24 de diciembre de 1955. Constaba de 108 obras, todas ellas de los socios.
En abril de 1956 se convocó el I Salón Nacional de Fotografía Artística; en sucesivas ediciones, el “Salón San Fermín*”, como fue rebautizado, pasó a ser internacional. Esta fiesta de la agrupación ha representado, durante mucho tiempo, el punto culminante de la vida social de la entidad. En julio del mismo año se publicaron también las primeras bases para un denominado “Concurso social anual por puntuación” que pretende estabilizar la actividad de los socios y dinamizar su interés por la fotografía.
Planteada ya la mecánica de las exposiciones y concursos, faltaba cubrir un aspecto esencial para la vida de una agrupación: la didáctica. La AFCN, desde sus comienzos, se preocupó siempre de los primeros pasos de quienes se asomaron al medio, pero hay que añadir, a renglón seguido, que lo que se hizo apenas sí sirvió para cubrir el expediente. Las enseñanzas impartidas fueron escasas, referidas siempre a un cursillo de iniciación y de índole técnica. Ningún aspecto histórico, crítico, y mucho menos semiótico o filosófico, fue abordado más allá de lo puramente ocasional. El programa de los citados cursillos de iniciación se copiaba del año anterior. Sólo a partir de 1980 se registró un avance en lo que a enseñanzas de profundización se refiere. Por otro lado, como descargo, hay que hacer constar que las clases quedaron siempre en manos de socios voluntariosos y altruistas, lo que excluye cualquier profesionalidad en un tema tan delicado como éste. Ese altruismo fue mucho más patente en los primeros tiempos de la sociedad.

### Publicaciones
También el boletín de la agrupación se preocupó con alguna regularidad de la divulgación de aspectos didácticos aunque, por lo general, tal divulgación obedeció más a la necesidad de cubrir huecos que a un programa coherente. Pese a todo, el boletín fue ganando en densidad y en interés a lo largo del tiempo, todo ello ligado siempre a la persona encargada de la dirección. 
Mención especial merecen las diversas referencias que, en los primeros boletines, se hace de la revista “Arte Fotográfico” (Madrid), que actuaba como un motor en la vida de las agrupaciones, ya que fomentaba la creación de las mismas y estimulaba su desarrollo posterior. Durante algún momento de la existencia de la revista, llegó a ser verdadero órgano de comunicación entre las diversas agrupaciones, si bien la idea de formar una Federación de agrupaciones fotográficas no llegó a cristalizar hasta 1983.
Los directores de la revista mensual han sido Gómez Alonso, Manuel María Castells, Javier Cejuela, José María Nebreda Urdíroz, J.A. Munárriz, Félix Aliaga, Carlos Cánovas, José Luis Larrión y P. Ocaña. Una experiencia interesante fue la habida en 1983, cuando un grupo de cinco fotógrafos, Cánovas, Guerendiáin, Lizoáin, López y Ocaña, planteó la necesidad de dar un giro total a la publicación, que adquirió carácter bimestral, y buscó los temas de interés. El prestigio que tuvo la entidad se debe, sobre todo, a los éxitos que sus socios alcanzaron en los concursos. Entre los nombres a señalar, conviene citar a Pedro María Irurzun Irurzun, Javier Cejuela, Nicolás Ardanaz Piqué (no tan vinculado al salonismo), Fernando Galle Zumealde, Félix El Busto Vicente y José Luis Bayona, en una etapa inicial.

## Presidentes
Respecto a las presidencias el primero fue Julio Medrano Ciracos, que falleció mientras ejercía el cargo; su sucesor, Baltasar Soteras Elía, ocupó su lugar hasta 1976, año en que tomó el relevo Pío Guerendiáin Castañón. Desde 1982 continuó la labor presidencial José Torregrosa García. A partir de 1986 la presidencia se encomendó a socios históricos nuevamente, como Manuel María Castells y Rafael Rodríguez Tirado.
La gran importancia que ha tenido la entidad va que ha actuado como verdadero catalizador de sucesivas promociones de fotógrafos aficionados, bien conocidos hoy, que dieron allí sus primeros pasos.